# Авчурино (усадьба)
Авчурино — усадьба в Ферзиковском районе Калужской области, построенная в ампирном и неоготическом стиле.
Усадьба Авчурино (дом, мавзолей, церковь и парк), согласно списку, утверждённому Постановлением Совета министров РСФСР от 30 августа 1960 № 1327 «О дальнейшем улучшении дела охраны памятников культуры в РСФСР», является памятником архитектуры, подлежащим охране как памятник государственного значения.

## История

### Воевода Овца
Территория нынешней усадьбы входила в линию «берега» — пограничных укреплений Московского княжества на границе с Литвой, проходившей по Оке. Данное укрепление возглавляли воеводы, назначаемые князем, в частности, воевода Василий Овца, по прозванию которого, очевидно, территория и получила своё имя.

### Яковлевы и Хитрово
Из текста «Калужской десятины жилыя данныя церкви и пустовыя церковныя земли» явствует, что в XVII веке в этих местах служили Хитрово и Яковлевы. Авчурино фигурирует под обозначением «Яковлева тож».
«Яковлевы получили многие земли в Калужском крае, в том числе за ними были земли закреплены в сельце Ждамирове, деревнях Пырево и Туренино и по соседству с ними в селе Авчурене. Бояре Хитрово владели селом Авчурином весь 17 век».

### Ягужинские и Гагарины
В XVIII веке имением владел сподвижник Петра Павел Ягужинский, первая жена которого Анна Фёдоровна происходила из фамилии Хитрово. Известно, что император прибывал сюда с визитом, к которому был устроен «дубовый проспект», остатки которого видны до сих пор.
Ягужинский возвёл каменное здание храма Николая Чудотворца (арх. Васильев, Фёдор Алексеевич, Васильев, Николай Фёдорович) и деревянный усадебный дом (Ф. А. Васильев).
В ходе работы над изданием книги «Закон и справедливость», посвященной становлению и деятельности органов прокуратуры Калужской области из РГАДА поступила информация, свидетельствующая о том, что село Авчурино перешло во владение П. И. Ягужинского в 1712 году.
Дочь Ягужинского Прасковья была выдана им замуж за Сергея Васильевича Гагарина, президента Экономколлегии, который с 1773 года, уйдя со службы, целиком посвятил себя садоводству — разведению регулярных садов с диковинными затеями.
«Став владельцем Авчурино в 1736 году, князь Гагарин устроил тут прекрасное хозяйство. Успехи С. В. Гагарина в области сельского хозяйства были столь велики, что прославили его, с 1773 по 1778 гг. он был определён ведать подмосковными имениями императрицы Екатерины II». «Его верным помощником и сотрудником стал известный агроном и садовод А. Т. Болотов, хорошо вспоминавший о Гагарине в своих „Записках“».
Первые архивные сведения о ней относятся к периоду генерального межевания Калужской губернии, которое проводилось в 1776—1778 годы. В то время с северной стороны соседом Авчурино был Иван Иванович Шувалов, которому принадлежало имение село Сухининки, от усадьбы которого ничего не сохранилось.
Согласно семейному преданию Полторацких, имение посещала Екатерина Великая. «Был каменный памятник вблизи старого дуба Мафусаилова возраста; рассказывали, что этим отмечено было то место, где императрица Екатерина II при проезде изволила отдыхать и чай кушать».
Князь Гагарин умер в 1782 г., его сыновья имение продали.

### Полторацкие

#### Дмитрий Маркович
Новым владельцем имения стал Дмитрий Маркович Полторацкий, вышедший в отставку в 1792 году и купивший имение в 1790-е годы. Полторацкие приобрели усадьбу Авчурино с окружающими её деревнями Криуша, Анненки, Красотынка, Прудки, Малая Слободка, Усадье, Сухиненки.
Он активно внедрял европейские («английские») методы обработки земли при содействии англичан-управляющих, чем он и его агроном шотландец Е. Е. Мин получили известность. Полторацкий даже ввёл в оборот новый стальной плуг, называвшийся в ту пору его именем — «плуг Полторацкого». Мергель, залежи которого нашли рядом, служил удобрением.
Он стал мишенью для критики — Ф. В. Ростопчин выступил против него с брошюрой «Плуг и соха» (1806), И. А. Крылов вывел калужского землевладельца в басне «Огородник и философ».
«Владея большими имениями в других губерниях, с разными заводами, он избрал Авчурино, самое малое из имений, местом жительства за его красивое местоположение. В этом имении сосредоточилась вся его деятельность на поприще сельского хозяйства. Впрочем, на деле, кажется, она направлена была более к устроению удобств и удовольствий сельской жизни, чем к извлечению выгод. Получая значительные доходы из других имений, а иногда пособие от правительства, он имел возможность затрачивать и затрачивал большие капиталы на устройство Авчурина: здесь у него была опытная, практическая ферма со всеми удобствами и роскошью сельской жизни, с фруктовыми садами, тенистыми аллеями, оранжереями, прудами и цветниками».
Именно при нём усадьба приобрела завершённый облик. В частности, им были построены церковь и ротонда (арх. Стасов, Василий Петрович). В Авчурино Полторацкий устроил конный завод, находившийся под управлением специалиста-англичанина.
«Очерк сельского хозяйства в Калужской губернии» в Памятной книжке Калужской губернии на 1861 год рассказывает:

«…эти-то удовольствия и поглощали большую часть доходов с этого и других имений безвозвратно. Полевая система хозяйства у него … была четырехпольная …, вместо травосеяния введены были корнеплодные растения, морковь, репа, свекловица, картофель, а также и конские бобы. В то время растения эти не имели никакой цены и никакого сбыта, особенно картофель, и производились им исключительно на корм скоту.

… Ими засаживалось целое поле, десятин 50 и 60… Растения эти требуют гораздо больше аккуратности и своевременности в уборке и уходе за ними вообще, чем другие полевозделываемые растения; а этой строгой настойчивости у Полторацкого и не было: хозяйство у него было чисто английское, а отправление работ чисто русское; отсюда нередко выходили неудачи. … По этим причинам у Полторацкого нередко пропадали целые посевы от нерадения к уборке. Правда, у него были и английские управляющие, но, как доказали опыты, и англичане в чужом хозяйстве, при обеспеченности и при безответственности, скоро привыкают к нашей приятной русской лени. Поэтому авчуринское хозяйство не окупало само себя и требовало поддержки извне. При таком напряженном состоянии оно, конечно, не могло долго существовать, а потому, просуществовав с четверть столетия с небольшим, при разных переменах счастия и неудач, оно исчезло как блестящий феномен в сельскохозяйственном мире, оставив по себе грустные развалины многих непрочно затраченных трудов и капитала: так бывает и должно быть всегда, когда дело делается не для дела собственно, а более для удовольствия».

Имение Полторацких стало центром культуры — в числе его гостей были поэт Николай Львов, а также историограф Николай Карамзин, при работе над «Историей государства российского» активно пользовавшийся библиотекой в Авчурино, составленной как трудами самого Дмитрия Марковича, так и его тестя П. К. Хлебникова.
Наполеоновское нашествие не повредило усадьбе, так как французы, шедшие на Калугу, повернули на Смоленскую дорогу.
При Полторацких в Авчурине дважды побывал император Александр I (2 сентября 1816 и 1817 гг.). Александр I, проезжая из Тулы в Калугу, остановился в Авчурине и осмотрел хозяйство, о котором он раньше много слышал и которое слыло тогда за образцовое. Это известно из дневника сопровождавшего его генерала Михайловского-Данилевского, историка.
Скончался Д. М. Полторацкий в 1818 году в возрасте 57 лет, и погребён в имении.

#### Анна Петровна
Имение унаследовала его вдова Анна Петровна Полторацкая, ур. Хлебникова, которая продолжила дело мужа, ведя хозяйство при англичане-управляющем. Также она занималась обустройством поместья, в частности, пригласив Стасова и возведя усыпальницу при церкви, куда через 8 лет после смерти было перенесено тело её покойного супруга.
В 1832 г. имение посетил император Николай I, а в 1837 году, во время своего путешествия по России — 19-летний наследник-цесаревич, будущий император Александр II вместе со своим наставником поэтом Жуковским.
Об этом визите сохранились записки генерала Юрьевича, сопровождавшего великого князя в поездке.

«Калуга, с 20 по 21 июля 1837 года. Сегодня в 5 часов приехали мы в Калугу, и после обеда ездили в имение Полторацкого в 16 верстах от города, известное издавна Английскою методою сельского хозяйства. Великий Князь со своей свитой ездил по полям для обозрения обрабатывания их по сей методе; осматривал со вниманием все земледельческие орудия, молотьбу на машине, веяние хлеба посредством машины и сам пробовал пахать Английским приспособленным к нашей почве плугом.

 Хозяин сего имения Полторацкий женат на Киндяковой (сестре m-me Пашковъ) показывал все подробности своего хозяйства, устроенного отцом его, при коем уже оно было известно до того, что покойный император Александр и ныне царствующий Государь были в его дачах из любопытства».

По сохранившемуся преданию, юный наследник попробовал сам около «проспекта» пахать плугом, который усовершенствовал Д. М. Полторацкий. «Хозяйство, в том числе конный завод и берейторская школа, обратили на себя внимание высокого посетителя. Полторацкие просили цесаревича принять от них коня их завода, цесаревич с большим удовольствием принял подарок, и этого коня с отправили в Петербург в особой повозке в роде вагона. Плуг же, которым пахал наследник, хранился около 30 лет в Авчурине и в 1866 году С. Д. Полторацким был послан в дар известному Комиссарову, спасшему жизнь Александру II и получившему в награду имение». Место, «обозначенное каменной тумбой, показывалось как место борозды, проведенной императором Александром II в бытность его наследником».
После смерти Анны Петровны в 1842 году имение досталось её сыну Сергею Дмитриевичу.

#### Сергей Дмитриевич
Следующий в роду — Полторацкий, Сергей Дмитриевич, унаследовал библиофильское увлечение отца и деда по матери, итогом которого стал обширный «Словарь русских писателей и иностранцев писавших о России». Библиотека П. К. Хлебникова, умноженная С. Д. Полторацким, находилась в Авчурине до 1856 г., до того момента, пока неблагоприятное финансовое положение С. Д. не вынудило его продать коллекцию Румянцевскому музею, таким образом библиотека Авчурина стала впоследствии составной частью сформированной Библиотеки им. Ленина (РГБ) — поступила туда в 1861—1864 гг. (около 15000 экз.).
Женат Сергей Дмитриевич был на Марии Петровне Киндяковой (1803 —?) (из Киндяковки под Симбирском, одну из её родственниц Иван Гончаров изобразил под именем бабушки Татьяны Марковны в «Обрыве», действие которого происходит в Киндяковке".
Библиотека была его настоящей страстью, для своего собрания в конце 1840-х — начале 1850-х годов он выстроил большой каменный дом в готическом стиле с 4-этажной башней. Второй его страстью была карточная игра, подорвавшая его состояние.
Ближайшими друзьями Сергея Дмитриевича были князья Вяземский и Одоевский, Николай Иванович Тургенев и Иван Сергеевич Тургенев. Они «ценили в нем редкую отзывчивость на всякое доброе дело, огромную начитанность и прямо феноменальную память».
Статья «Юбилей Карамзина в семейном кругу», опубликованная в 1866 г. в газете «Московские ведомости»:

«… в семействе нашего почтенного библиофила С. Д. Полторацкого в его имении Авчурино и в имении его дочери Косьмове (Калужской губернии) совершались поминки по Карамзине и продолжались три дня сряду. В продолжение этих трех дней перед портретом историографа, украшенном зеленью, читались статьи, которые были напечатаны в 1826 году по поводу его кончины, и некоторые статьи его, между прочим, знаменитое Предисловие к „Истории Государства Российского“, которое С. Д. произнес наизусть».

Вторую половину своей жизни Сергей Дмитриевич разошёлся с женой и поселился со второй семьёй в Париже, там он и умер в 1884 году.
Его жена, а затем и вдова, постоянно проживала в Авчурино, скончалась в глубокой старости в имении Могилевской губернии, где была погребена. В 1860 году главный дом сгорел.

#### Дмитрий Сергеевич
Авчурино было передано Сергеем Дмитриевичем своему сыну ещё при жизни, когда тот был совсем молод. Дмитрий Сергеевич Полторацкий (1831—1875), блестящий кавалергард, после реформы 1861 года поступил в мировые посредники по Калужскому уезду, был мировым судьей, и т. п.
«Дмитрий Сергеевич, блестящий кавалергардский офицер, вдруг неожиданно получил словесное повеление императора Николая Павловича понаблюдать и успокоить свою мать и сестер, увлекшихся каким-то модным великосветским религиозным учением и потому отправленных по высочайшему повелению на жительство в деревню. В силу этого Дмитрий Сергеевич очутился совершенно еще молодым в Авчурине, женился там на бедной родственнице, воспитаннице своей матери, скинул свой блестящий мундир и облекся в русскую рубашку и поддевку, которую уже больше никогда не снимал. Увлекся он хозяйством и пытался завести интенсивную культуру. Выписал для этого сельскохозяйственные машины, бывшие в то время в России новинкой, ввел целый ряд улучшений по части скота, лошадей, семян, что при отсутствии оборотного капитала привело его к разорению».
Об Авчурине конца 1860-х гг. оставил свои воспоминания сосед Полторацких М. М. Осоргин, часто бывавший в усадьбе.

«Это было старинное родовое, очень богатое и в мое время уже разоренное имение. Дом, в котором жила семья, был раньше флигель для приезжающих, самый же дом сгорел за год до моего рождения (Осоргин родился в 1861 г.). В этом флигеле было комнат 30, но часть из них была закрыта за ветхостью потолков и полов; все стены коридоров, лестниц (флигель был двухэтажный с башнею на одном конце) были заставлены шкапами с остатками громадной библиотеки известного библиофила Сергея Дмитриевича Полторацкого, деда наших сверстников».

Он скоропостижно скончался в 1875 году и был похоронен в Авчурино. Умер он от удара на руках у Осоргиных: «Вечером он получил давно ожидаемое им письмо от богатых петербургских родственников, отнявшее у него последнюю надежду: они в резкой форме отказывали ему помочь; ему предстояло платить проценты за Авчурино, назначенное уже к продаже с молотка. На следующий день, когда, наконец, вошли к нему в номер, его нашли с этим письмом в руке, но с парализованной правой стороной и без языка, только что-то мычавшего, совершенно непонятное».
Жена его была Ольга Михайловна, урожд. Мезенцева (ум. 1906, погребена в Авчурино). Она много лет состояла начальницей детской гимназии в Смоленске. Как и её свекровь, Мария Петровна, она писала акварелью, оставив изображения имения Авчурино.
После смерти имение перешло его вдове и детям.

#### Дмитрий Дмитриевич
В 1897 году Авчурино перешло к его старшему сыну Дмитрию Дмитриевичу, а его вдовая мать и другие члены семьи сохранили за собой право жить в Авчурино.
Его семья много раз упоминается в воспоминаниях Осоргина.
1. Дмитрий Маркович Полторацкий (1761—1818) + Анна Петровна Полторацкая, ур. Хлебникова
  1. Сергей Дмитриевич Полторацкий (1803—1884) + Мария Петровна Киндякова (1803 —?)
    1. Сомова Александра Сергеевна, урожд. Полторацкая (1825—до 1895). С 1850 жена Василия Федоровича Сомова
    2. Полторацкая Анна Сергеевна (1828—1910). Умерла в Ташле Оренбургской губернии
    3. Полторацкая Мария (Матя) Сергеевна (1833—?)
    4. Гурко (Ромейко-Гурко) Наталия Сергеевна, урожд. Полторацкая (1838—?). С 1872(?) вторая жена Александра Леонтьевича Гурко-Ромейко, своего двоюродного брата
    5. Киселева Вера Сергеевна, урожд. Полторацкая (1846—?). Жена Илиодора Петровича Киселева
    6. Дмитрий Сергеевич Полторацкий  (1831—1875) + Ольга Михайловна, урожд. Мезенцева  (1833—1906)
      1. Дмитрий Дмитриевич Полторацкий (1863—1937) + Полторацкая Александра Михайловна, урожд. Гедда (Hedde, 1867—1909), дочь сенатора Михаила Федоровича Гедды и Елизаветы Николаевны, урожд. Шредер, сестра Марии Михайловны Гурко, урожд. Гедды (1870—1919), жены Александра Александровича Гурко (1859—1904). С 1889 жена Дмитрия Дмитриевича Полторацкого.
      2. Полторацкая Анна (Аника) Дмитриевна
      3.  Полторацкий Михаил Дмитриевич (1870—1920)
      4.  Полторацкий Сергей Дмитриевич (1865—1902)

  2. Варвара Дмитриевна Гурко (1793—1838) + Леонтий Осипович Ромейко-Гурко (1783—1860)

### Гончаровы
В июле 1911 года Авчурино у Д. Д. Полторацкого — правнука Дмитрия Марковича, было приобретено помещиками М. Ф. и его супругой Ольгой Николаевной Гончаровыми. Таким образом, Полторацкие владели имением 120 лет.
Гончаров успел в сентябре 1917 году напечатать в журнале «Столица и усадьбы» статью о своём поместье, где в третьем лице писал об имении, что им «…чрезвычайно понравилось живописное местоположение Авчурина, дубовый „проспект“, проходящий через все имение с севера на юг почти на 2 версты, старинные липовые аллеи в парке и там же старые дубы и другие деревья, и узкая полоса расположенных на горе двух прудов с двумя островками, густо заросшими старыми деревьями».
Гончаровы перестроили готический дом, находившийся в ветхом состоянии.

### XX век
После революции усадьбу национализировали. После 1917 г. в усадьбе был создан дом отдыха и учёбы, где читали лекции А. Л. Чижевский, В. Ярошевский и др.
Во время Великой Отечественной войны многие постройки были разрушены, но позже восстановлены.
Постановление Законодательного Собрания Калужской области N 88 от 22.07.1994 предусматривало перестройку под туристские гостиницы и реставрация усадебного комплекса Авчурино, однако это ни к чему не привело.

### XXI век
По состоянию на 2013 год усадьба находится в плачевном состоянии. Благотворительный фонд возрождения и реконструкции «Усадьба Авчурино» зарегистрирован в 2011 году.
Постановление Правительства Калужской области от 16.06.2005 № 165 включило Авчурино в реестр туристских ресурсов Калужской области «с ограниченным доступом».
В 2011 году прокуратура Калужской области выявила нарушение законодательства, регламентирующего вопросы охраны объектов культурного наследия в Министерстве культуры области: «со стороны должностных лиц Министерства культуры Калужской области отсутствует контроль за выполнением плановых мероприятий по объектам культурного наследия (…) Конюшня усадьбы Авчурино, XIX в. ул. Центральная, д. 19 „б“, с Авчурино, Ферзиковский район, Калужской области и др. (…) По фактам выявленных нарушений прокуратурой области в адрес министра культуры Калужской области внесено представление.». А в 2012 году — нарушение законодательства об охране объектов исторического и культурного наследия общероссийского значения: «Длительное время не регистрируется право собственности Российской Федерации на объект культурного наследия федерального значения „Усадьба Авчурино“. В доме усадьбы Авчурино без правоустанавливающих документов размещается почтовое отделение и сельский дом культуры».
В 2010 году в рамках ведомственной целевой программы «Обеспечение сохранения и использования объектов культурного наследия Калужской области» проведены научные исследования по отдельным объектам культурного наследия «Усадьба Авчурино». ГУК Калужской области «Областной научно-производственный центр по сохранению и использованию объектов культурного наследия» в 2010 году выполнил работы по определению и обоснованию границ территорий объектов культурного наследия федерального и регионального значения усадеб «Авчурино» в селе Авчурино, «Усадьба, сер. XVIII в., парк с прудами (лесная школа)».
В 2012 году правоохранители из ближайшего районного центра — города Калуги — вспомнили, что имение принадлежало Ягужинскому — первому российскому генерал-прокурору. «Калужские правоохранители перед Днем юриста решили привести в порядок двухкилометровую дубовую аллею в селе Авчурино, посаженную сподвижником Петра I Павлом Ягужинским, первым генерал-прокурором России. Они высадили новые деревья взамен спиленных и установили памятный камень. (…) Работники калужской прокуратуры решили перед днем юриста обновить аллею. Они высадили молодые дубки вместо погибших, а под одним из самых старых деревьев установили памятный камень. Как сообщает телеканал „Вести-Калуга“, эти действия — только начало. Со временем калужские прокуроры собираются восстановить весь прежний „дубовый проспект“, а бывшую усадьбу Павла Ягужинского в селе Авчурино взять под опеку».
В 2013 году на участие в проекте федеральной целевой программе «Культура России (2012—2018 годы)» на 2014 год Департаментом управления имуществом и инвестиционной политики Минкультуры России было направлено предложение № 40-0074. В нём Государственное автономное учреждение культуры Калужской области «Научно-производственный центр по сохранению и использованию объектов культурного наследия» подала заявку на «Разработка проекта зон охраны и градостроительных регламентов объекта культурного наследия федерального значения „Усадьба Авчурино : дом, мавзолей, церковь и парк, XIX в.“, Калужская область, Ферзиковский район, с. Авчурино, направлена на обеспечение сохранности объекта культурного наследия в его исторической среде», то же на «Готический дом» и на ротонду. Предложение было принято к рассмотрению.

## Ансамбль
По описи 1840-х годов в усадьбе насчитывалось более 50 построек и сооружений. В их число входили оранжереи, конный манеж, парковые павильоны, мост, погреб громадных размеров.

В 15 верстах от гор. Калуги, по шоссе, у Никольского перевоза, на высоком, крутом берегу р. Оки расположена старинная усадьба и церковь давно уже не существующего села Авчурина, вероятно, совсем выгоревшего в крепостное время много десятилетий тому назад. Местность на редкость живописная для средней полосы России. Оба берега здесь гористые; они прерываются лишь живописными лесными и луговыми долинами, спускающимися к Оке. Вид из Авчурина на десятки верст во все стороны. Видны и церкви г. Калуги, и часто в тихие летние вечера явственно доносится звон колоколов. У шоссе, внизу, вблизи перевоза, раскинулся авчуринский сосновый бор, а по склонам гор и долинам ярко зеленеют небольшими группами лиственные леса. По Оке от Калуги до Серпухова бегают небольшие пароходы, вносящие оживление в тихое приволье широкой здесь реки. (Журнал «Столица и усадьба», сентябрь 1917 года)

К концу XIX века усадьба уже начала угасать: «обстоятельства складывались так, что невозможно было поддерживать Авчурино на прежней высоте. Безжалостное время все разрушало, а постепенная продажа частей дома не спасала положения. Большой старинный деревянный дом Екатерининского времени, стоявший лицом к р. Оке, сгорел еще в 1860 году. В 1890-х годах сгорела огромная рига и несколько деревянных амбаров; не было возможности поддерживать оранжереи, и они были проданы на слом. Главный дом, бывшая библиотека, совсем обветшал и требовал капитального ремонта, хозяйственные постройки старели и разваливались. Площадь владельческого хозяйства сильно сократились, и земли сдавались в истощающую аренду крестьянам».
В 2013 году усадьба находится в заброшенном, руинированном состоянии.

### Главное здание
Главное здание имения, который построил при Ягужинском в XVIII веке Федор Алексеевич Васильев, стояло между готическим домиком и правым флигелем лицом к реке. Оно не сохранилось — сгорело в 1860 году. Он представлял собой традиционный русский усадебный дом с мезонином и колоннадой. Перед ним был устроен искусственный пруд.
Из двух его флигелей начала XIX века сохранился только левый — одноэтажное здание с колонным портиком, пристроенным в 1910-х годах Гончаровыми. В 2013 году он находится в приемлемом состоянии и используется в качестве конторы местного сельхозпредприятия.

### Готический домик
Наиболее примечательным сооружением Авчурино является «готический домик» — здание, построенное в стиле неоготика в 1840-е годы на месте правого флигеля С. Д. Полторацким. Почти весь 2-й этаж заняла библиотека.
Здание с торца имеет 4-гранную башню-обсерваторию, с которой открывался вид на реку Ока. У входа в здание стоят два льва, прежде позолоченных, теперь же покрашенных масляной краской и потерявших очертания. Львы были поставлены на этом месте Гончаровыми, обнаружившими их в парке и отреставрировашими.
Когда Гончаровы приобрели усадьбу в 1910-х годах, готический дом, который частично был деревянным, уже был обветшавшим. Новые хозяева перестроили его, не тронув каменную часть.
Гончаров описывал это: «решено было немедленно приступить к перестройке главного дома, оставив от него только готический стиль и каменные стены, и 1 сентября 1911 года было приступлено к разборке старого дома, то есть всей без исключения внутренности дома, башни и сносу деревянных несимметричных надстроек, сделанных ещё в 1850-х годах и портивших основной замысел первоначального строителя. Перестройка дома закончилась к июню 1913 года. Рисунки балюстрад были найдены владельцем в приобретенных им чертежах покойного архитектора Вебера, зарисовавшего их в каком-то готическом храме. При перестройке совершенно изменено внутреннее распределение помещений (…) Из внутренней отделки от прежнего дома сохранились только реставрированные двери в нижнем этаже».
После Второй мировой войны от здания библиотеки и обсерватории осталась только обгоревшая коробка. В 1952 году здание было полностью восстановлено по проекту В. С. Бурикова и Н.А Лаврова бригадой рабочих из средств здешнего хозяйства.
В 2013 году здание с выбитыми окнами однако кажется занятыми — на нём находятся вывески «Почты России» с главного фасада, ДК — с правого и перенесённого храма Николая Мирликийского — с левого фасада.
- Готический домик до 1911 года
- Готический домик в 1916 году

### Храм св. Николая
Первые сведения об устроении в этом месте церкви относятся к 1689 г., когда «стольник Федор Александров сын Хитрово в вотчине своей в Подгородном стану построил храм Божий». Вероятней всего, эта церковь была деревянной.
При Ягужинском в начале XVIII века была создана каменная церковь. Авторами проекта были архитектор петровской эпохи Федор Алексеевич Васильев и его сын Николай.
В 1820 году на средства статской советницы вдовы Анны Петровны Полторацкой был заложен тёплый придел в честь Сошествия святого Духа. Работы шли под руководством архитектора Василия Петровича Стасова. Он был освящён в феврале 1825 г. благочинным Калужской Мироносицкой церкви протоиереем Иоанном Лаврентьевым. В приделе был устроен мавзолей-усыпальница усопшего в 1818 году Дмитрия Марковича Полторацкого, чей прах был перенесён туда в 1826 г. Сохранилась и опубликована переписка (1819—1826) Стасова с владелицей усадьбы Полторацкой о перестройке церкви.
«Чтобы заключить надгробие Д. М. Полторацкого, похороненного у церковной апсиды, в пределы церкви, Стасов предложил расширить её алтарь. По окончательному проекту прежняя церковь сохраняла свои габариты. В. П. Стасов сам заказывал в Петербурге мраморные памятники и иконы, сделал проект иконостаса и следил за ходом работ, которые вел итальянский архитектор Луиджи Пелли. Церковь приобрела ампирный вид, украсилась барельефами летящих слав». По сообщению Осоргина, под церковью был фамильный склеп.
После революции в храме долгое время находилась пекарня райпо, в 1980-е годы — склад для хранения баллонов с сжиженным газом, в итоге в начале 1990-х годов церковь разрушилась.
Престол храма перенесён из разрушенной церкви в готический домик. Сейчас собираются деньги на её восстановление.

### Ротонда
Ротонда была поставлена в 1818 году архитектором Пелли по рисунку Стасова, работавшего у Полторацких. Эта ампирная беседка представляла собой небольшой круглый павильон с 4-колонным портиком. При Гончаровых ротонда была приведена в порядок — до их покупки поместья под ротондой помещался ледник, а в ротонде — курятник, колонны же едва держались.
До начала XXI века ротонда сохранилась практически целиком, однако в 2001 году от неё остался только один портик.

### Конный двор
Остатки масштабного когда-то знаменитого конного двора Полторацких располагаются на главной площади, через дорогу от основного ансамбля зданий. Он представлял собой замкнутое строение в виде круга.

### Пруд
Несохранившийся пруд XVIII века находился позади главного здания, перед рекой. Он был искусственного происхождения, как и острова, но имел естественные очертания. Через островки были переброшены мостики, был устроен паром. Пруд отделял постройки от нижнего здания.

### Сад и аллея
Гордостью авчуринской усадьбы времён Ягужинского являлся Дубовый проспект. Длина проспекта составляла 300 саженей и ширина была 5 саженей. Остатки его заметны в 2013 году.
В 1823 году архитектор Луиджи Пелли возвёл перед проспектом Красный мост пролётом 22 метра. В настоящее время мост обрушен.
От готического домика через ротонду к церкви шла аллея.
Осоргин описывал: «К усадьбе ведет широкая дубовая аллея, прямая как стрела; тянется она версты на полторы и в середине её красивый чугунный мост с литыми перилами с гербами Полторацких. С этой аллеи открывается вид на Калугу с её 36 златоглавыми церквами; звон церквей ясно слышится на усадьбе».